# Kockás sikló
A kockás sikló (Natrix tessellata) egy eurázsiai kígyófaj, mely közeli rokonával, a vízisiklóval ellentétben valóban vízhez kötött életet él, és tápláléka nagy részét is innen szerzi.

## Előfordulása
A faj Európában az Appennini-félszigeten, a Balkánon és a Kárpát-medence területén elterjedt, illetve a Fekete-tenger partvidékén, a Kaszpi-tenger környékén egészen Közép-Ázsiáig találkozhatunk vele a melegvízű állóvizekben, melyek szélén kellő mennyiségű rejtekhelyet (nádas, bokrok) talál. Magyarországon gyakran látható kedvelt strandolóhelyeken (Balaton, Velencei-tó stb.). Egy elszigetelt populációja az Aggteleki Nemzeti Park nagyobb folyóvizeiben él.

## Megjelenése
Közepes termetű, átlagosan 75-100 centiméteres hosszúságúra megnövő kígyófaj, a nőstények nagyobbak a hímeknél. Alapszíne – a teljesen fekete melanisztikus példányokat kivéve – olajzöldes szürke, amelyet hátán sötétbarna vagy fekete négyzetek tarkítanak, mint azt neve is mutatja. A hasi rész szürkés vagy sárgásbarna sötét mintázattal. A felső és alsó ajakpajzsok sárga színűek, a nagy szemek hosszúkás fejen foglalnak helyet.

## Életmódja
A változó testhőmérsékletű kockás siklók ősszel száraz, meleg helyre vonulnak telelni, ahonnan április közepén bújnak elő. A meleg időszakban szinte sosem hagyják el a vizet, amelyben és amelyen egyaránt kiválóan úsznak. A sikló órákig képes levegővétel nélkül mozdulatlanul várakozni víz alatti rejtekhelyén, hogy aztán lecsapjon áldozatára. Zsákmányát elsősorban halak (főleg szélhajtó küszök), kisebb mértékben békák, ebihalak és gőték képezik. A kisebbeket helyben, a víz alatt fogyasztja el, a nagyobbakat kiviszi a szárazra. Vész esetén kloákájából kellemetlen szagú mirigyváladékot lövell, vagy döglöttnek tetteti magát.

## Szaporodása
A párzásra nem sokkal a tavaszi aktivizálódást követően sor kerül. Az anyaállat július-augusztus fordulóján 8-25 tojást ás a nedves földbe, amelyekből a felnőttektől csak méretükben eltérő kicsinyek augusztus végén kelnek ki.

## Védettsége
Az emberek oktalan félelmükben gyakran végeznek vele, illetve a vizek szennyezése és a vizes élőhelyek pusztulása negatívan befolyásolja a faj állományát. Természetes ellenségei elsősorban a gázlómadarak, illetve fiatalabb korában a különféle ízeltlábúak és békák is.
Az egyik legnagyobb populáció Histria romjai közelében, a romániai Dobrudzsa vidékén él, ám ezt újabban paraziták támadták meg (Eustrongylides). 2005 óta román, svéd és cseh kutatók ezt a partvidéki állományt vizsgálják a Tessellata-projekt keretében.
Magyarországon, mint minden hazai kétéltű és hüllő, a kockás sikló is védett, természetvédelmi értékét 25 000 forintban szabták meg.

## Vadászati technikája
A kockás sikló által elkapott halak azért válnak gyakorlatilag azonnal mozdulatlanná (és azért nem tudnak kiszabadulni a sikló egyébként nem túl erős szájából) mert a kockás sikló valójában megmérgezi az áldozatát: amikor a sikló elkapja a zsákmányát, a kockás sikló nyelvéről – a harapás okozta sérüléseken keresztül – enyhe idegméreg jut be az áldozatba, amely a kisebb állatoknál gyors izombénulást okoz. (National Geographic TV, 2018. jan. 13)

## Érdekességek
- Szlovéniában a neve kobranka,[1] mely névnek ugyan semmi köze a kobrához, ennek ellenére hozzájárul ahhoz a téves elképzeléshez, hogy mérgeskígyó lenne.[2] A szlovén nyelv etimológiai szótára szerint a kobranka elnevezés a kober (játékkocka) szóból ered, amely ezen siklófaj kockás kinézetéből adódik.[3]